# Ozineus spinicornis
Ozineus spinicornis là một loài bọ cánh cứng trong họ Cerambycidae.